# Oedipina carablanca
Oedipina carablanca es una especie de salamandras en la familia Plethodontidae.
Es endémica de Costa Rica, en el centro de la vertiente atlántica.
Su hábitat natural son los  bosques húmedos tropicales o subtropicales a baja altitud, plantaciones, jardines rurales y zonas previamente boscosas ahora muy degradadas.
Está amenazada de extinción debido a la destrucción de su hábitat.